# Schéma directeur de l'administration électronique
Le schéma directeur ADELE (SDAE) est un document de planification permettant de définir l'architecture des systèmes d'information pour l'administration électronique française.

## Élaboration
L'élaboration du Schéma directeur ADELE, initiée par l'ADAE, a débuté en octobre 2004. En décembre 2004, une première version est publiée dans le cercle interministériel qui présente :
- Les principes ADELE qui guident vers la cible à atteindre :
  - Simplifier la vie de l'usager dans sa relation à l'administration française
  - Améliorer l'efficience du service public
  - Valoriser l'agent public dans sa mission

- Les initiatives communes ADELE qui structurent l'action en sous-ensemble cohérent :
  - l'initiative IT06 est consacrée au développement informatique, et a pour objectifs d'accélérer la mutualisation au sein de l'administration, et de développer les synergies interministérielles. Un des premiers chantiers de cette initiative est la création d'une communauté ouverte à toutes les administrations (administrations centrales, services déconcentrés, collectivités, organismes publics, etc.), et qui offre des premiers outils de partage de connaissance : liste de diffusion, base de cahiers des charges, etc.

- Le Dispositif de mutualisation qui permet aux acteurs ADELE de mettre en commun ce qu'ils ont déjà, et de construire ensemble l'avenir.

Les travaux se poursuivent jusqu'au changement de gouvernement intervenu en juin 2005, l'Agence pour le développement de l'administration électronique (ADAE) est alors intégrée à la Direction générale de la modernisation de l'État (DGME) du ministère de l'Économie, des Finances et de l'Industrie, et depuis le 18 mai 2007 du Ministère du Budget, des Comptes publics et de la Fonction publique.
Les travaux sont alors repositionnés dans une perspective à plus long terme 2006-2010, objet de deux publications :
- Version béta 1 en mars 2007
- Version béta 2 en juin 2007

## Dispositif de mutualisation
Le dispositif de mutualisation commence à prendre forme avec les outils d'ADELE : 
- Synergies - les ressources d'ADELE
  - La rubrique consacrée aux développements informatiques et à l'architecture applicative
- Ateliers - les communautés d'ADELE
- AdmiSource - la forge d'ADELE
- CybEO - les compétences d'ADELE (formation en ligne)
- Antalia (les ressources sémantiques de l'administration électronique)

## Référentiels d'interopérabilité et de sécurité
Des référentiels généraux d'interopérabilité et de sécurité, induits par l’ordonnance n° 2005-1516 du 8 décembre 2005 relative aux échanges électroniques entre les usagers et les autorités administratives et entre les autorités administratives, sont en cours de préparation (RGI et RGS).
Le référentiel Accessibilité induit par la loi n° 2005-102 du 11 février 2005 pour l’égalité des droits et des chances, la participation et la citoyenneté des personnes handicapées a été adopté en octobre 2007 sous le nom de référentiel général d'accessibilité des administrations.
Dans le cadre de l'interopérabilité des informations géographiques, Géoportail a été ouvert en juin 2006.